# Brandon Washington
Brandon Washington (Miami, 13 agosto 1988) è un giocatore di football americano statunitense che gioca nel ruolo di offensive guard per i Toronto Argonauts della Canadian Football League (CFL). Fu scelto nel corso del sesto giro (200º assoluto) del Draft NFL 2012 dagli Eagles. Al college ha giocato a football a Miami.

## Carriera professionistica

### Philadelphia Eagles
Il 28 aprile 2012, Washington fu scelto nel corso del sesto giro del Draft 2012 dai Philadelphia Eagles. Il 31 agosto fu svincolato dagli Eagles durante i tagli finali del roster.

### St. Louis Rams
Dopo il taglio da parte di Philadelphia, Brandon passò ai St. Louis Rams senza scendere mai in campo nella sua stagione da rookie. Debuttò come professionista l'anno successivo.

## Statistiche
| Partite totali | 1 |